# Jadwiga Sarnecka
Jadwiga Sarnecka (* 1877 in Sławuta in Wolhynien oder 1883 in Szarogród in Podolien; † 29. Dezember 1913 in Krakau) war eine polnische Komponistin und Pianistin am Anfang des 20. Jahrhunderts.

## Leben
Über Sarneckas Leben ist recht wenig bekannt. Sie war Schülerin von Aleksander Michałowski und Theodor Leschetizky. Ihr Bestreben als Pianistin war Komponistin zu werden, deshalb nahm sie von Zeit zu Zeit privaten Unterricht bei Władysław Żeleński, Felicjan Szopski und möglicherweise auch bei Henryk Melcer. Ihre ersten Kompositionen ließ sie auf eigene Kosten drucken, bis Feliks „Manggha“ Jasieński die Druckkosten unterstützte.
Sarnecka errang 1910 den zweiten Preis für ihre Ballade Nr. IV beim Kompositionswettbewerb zum einhundertsten Geburtstag von Frédéric Chopin in Lemberg. Der erste Preis ging an Karol Szymanowski.
Die Komponistin starb in Krakau an Tuberkulose und wurde dort auf dem Friedhof Rakowicki beigesetzt. Ihr Grab ist nicht mehr auffindbar.

## Werk
Zu Sarneckas Kompositionen zählen ihre Klavierstücke z. B. 7 Balladen ferner Sonaten und Variationen.
2010 wurden durch Marek Szlezer eine Anzahl der Kompositionen auf Piano als CD veröffentlicht.

## Kompositionen (Auswahl)
- Klaviersonate op. 9
- Etüde f-moll
- 4 Impressionen op. 12
- Impression Tranquillo
- Impression Vivo. Con sentimento e passione